# Цинакверкве
Цинакверкве (груз. წინაკვერკვე) — село в Грузії.
За даними перепису населення 2014 року в селі проживає 282 особи.